# Kỳ giông má đỏ
Kỳ giông má đỏ, tên khoa học Plethodon jordani, là một loài kỳ giông trong họ Plethodontidae. Chúng là loài đặc hữu của Bắc Mỹ.
Môi trường sống tự nhiên của chúng là các khu rừng ôn hòa. Loài này đang bị đe dọa do mất môi trường sống.

## Hình ảnh

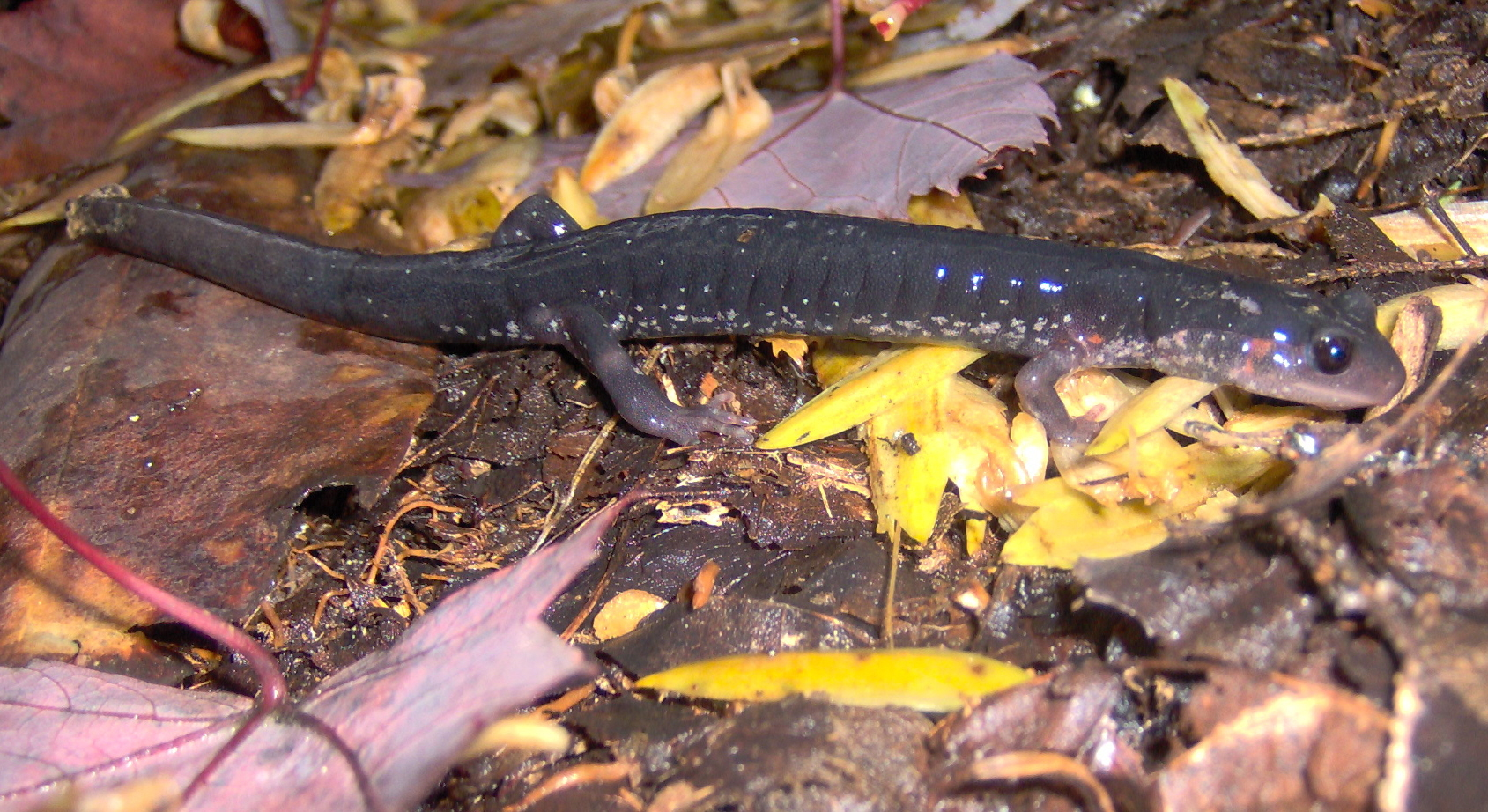